# Arado Ar E.340
De Arado Ar E.340 was een project voor een middelzware bommenwerper dat werd ontwikkeld door de Duitse vliegtuigontwerper Arado.

## Ontwikkeling

Ar-E-340

In 1943 werd het duidelijk dan men op zoek moest naar een opvolger voor de Junkers Ju 88 en Dornier Do 217 bommenwerpers. Hiervoor werd door het RLM een specificatie uitgeschreven waarin om een maximumsnelheid van 600 km/uur op een hoogte van 6.000 m werd gevraagd. Verder werd er gevraagd naar een actieradius van 3.600 km met een bommenlading van 2.000 kg. Het ontwerp moest voor een tweemotorige middenzware bommenwerper zijn die ook de taak van duikbommenwerper kon uitvoeren. De specificatie werd voor alle vliegtuigbouwers opengesteld en er waren er vier die ook werkelijk een ontwerp indienden. Het ontwerp van Arado was de Ar E.340, van Dornier de Do 317B, Focke Wulf de Fw 191 en Junkers de Ju 288.
Er waren op dat ogenblik drie motoren in ontwikkeling die men in aanmerking vond komen voor gebruik in deze ontwerpen. Dit waren de Daimler-Benz DB 604, de BMW 802 en de Junkers Jumo 222. Men koos bij Arado voor de Junkers motoren. Men verwachtte dat deze binnen de gestelde tijd beschikbaar zouden komen. De motoren zouden worden voorzien van een propeller met een diameter van 4,10 m.
Het ontwerp was van twee staartboom|staartbomen voorzien waartussen merkwaardig genoeg geen stuurvlakken waren aangebracht. Voor de besturing werden alleen het richtingsroer en de kleine hoogteroeren gebruikt die aan het einde van iedere staartboom was aangebracht. De hoogteroeren waren hoog tegen de buitenkant van de richtingsroeren geplaatst. Hierdoor ontstond er voor de defensieve bewapening echter een onbelemmerd schootsveld. De motoren waren in de neus van de staartbomen aangebracht. In de staartbomen was verder ook het landingsgestel en defensieve bewapening aangebracht. Er was voor een staartwiel landingsgestel gekozen en aan het einde van iedere staartboom was een staartwiel geplaatst.
De defensieve bewapening zou bestaan uit twee 13 mm MG131 machinegeweren in de staartbomen die door middel van een periscoop vanuit de cockpit werden gericht en bediend. In de rug en buikopstelling was een op afstand bediende FDL-131/7 geschutskoepel met twee 13 mm MG131 machinegeweren aangebracht. De rugkoepel werd direct achter de cockpit geplaatst. In de rompachterkant werd een op afstand bediende FHL-151 koepel met een 20 mm MG151/20 kanon geplaatst.
De bemanning van vier man zat in de cockpit die in de rompneus van de centrale romp was geplaatst. De cockpit was als drukcabine uitgevoerd en van veel glas voorzien. De romp was rond uitgevoerd en het ontwerp had over het algemeen een mooie gestroomlijnde vorm. In de romp was ook het bommenruim aangebracht. De vleugels waren in het midden van de rompzijkant geplaatst.
Het ontwerp vorderde snel maar het grootste probleem binnen dit project vormde de Junkers motoren die gebruikmaakte van een hoge kwaliteit brandstof. Hieraan bestond tegen de tijd dat men met het project al in een redelijk gevorderd stadium was een groot gebrek. Hierdoor werd het werk aan het project uiteindelijk stilgelegd.
Men heeft ook nog gekeken naar de mogelijkheid om het ontwerp uit te rusten met de Daimler-Benz motoren maar hier is men niet verder mee gekomen dan een aantal berekeningen te maken.